# Zołtan Djerfi
Zołtan Zołtanowycz Djerfi, ukr. Золтан Золтанович Дьєрфі (Дьорфі), węg. Zoltán Györffy, ros. Золтан Золтанович Дьерфи, Zołtan Zołtanowicz Djerfi (ur. 27 czerwca 1928 w Użhorodzie, Ruś Podkarpacka) – ukraiński piłkarz pochodzenia węgierskiego, grający na pozycji napastnika lub pomocnika, trener piłkarski.

## Kariera piłkarska

### Kariera klubowa
Wychowanek klubu Ungvári AC. W 1946 roku rozpoczął karierę piłkarską w Spartaku Użhorod. Po wygraniu w 1946 roku złotych medali Mistrzostw Ukraińskiej SRR piłkarze Spartaka otrzymały zaproszenia od czołowych klubów. W listopadzie 1948 roku został zaproszony do Dynama Kijów, jednak grał tylko w drużynie rezerw. W 1951 powrócił do domu i potem występował w Spartaku Użhorod. Latem 1955 przeniósł się do Spartaka Iwano-Frankiwsk, w którym zakończył karierę w roku 1956.

## Kariera trenerska
Karierę szkoleniowca rozpoczął po zakończeniu kariery piłkarza. Od 1957 trenował amatorski zespół Chimik Kałusz, wychodząc również na boisko jako piłkarz. Od 1969 do 1970 razem z Wasylem Rewaczkiem prowadził Werchowynę Użhorod.

## Sukcesy i odznaczenia

### Sukcesy piłkarskie
Spartak Użhorod
- mistrz Ukraińskiej SRR: 1946, 1953

Dynamo Kijów
- mistrz ZSRR wśród drużyn rezerwowych: 1949

### Sukcesy trenerskie
Chimik Kałusz
- mistrz obwodu iwanofrankowskiego: 1958, 1959, 1960